# Pamětní medaile 800. výročí Moskvy
Pamětní medaile 800. výročí Moskvy (rusky Медаль «В память 800-летия Москвы») je sovětská pamětní medaile založená roku 1947. Zřízena byla při příležitosti 800. výročí města a stala se prvním vyznamenáním svého druhu.

## Historie
Medaile byla založena dekretem prezidia Nejvyššího sovětu Sovětského svazu dne 20. září 1947. Autory návrhu medaile jsou Ivan Dubasov a Samuil Tulčinskij.
Oznámení o založení vyznamenání bylo načasováno tak, aby se krylo s oslavami 800. výročí Moskvy konanými 6. září 1947. Po slavnostním ohňostroji oznámil hlasatel Jurij Levitan zřízení této pamětní medaile. Zároveň byl Moskvě předán Leninův řád. Oficiální dekret o založení nového státního vyznamenání byl vydán až 20. září 1947. Jako první medaili obdržel Josif Vissarionovič Stalin dne 10. července 1948.
Dne 23. června 1951 byl status medaile upraven dekretem prezidia Nejvyššího sovětu Sovětského svazu. Znovu byla medaile reformována 18. července 1980. Dekret prezidenta Ruské federace ze dne 7. září 2010 zbavil tuto medaili statutu státního vyznamenání.

## Pravidla udílení

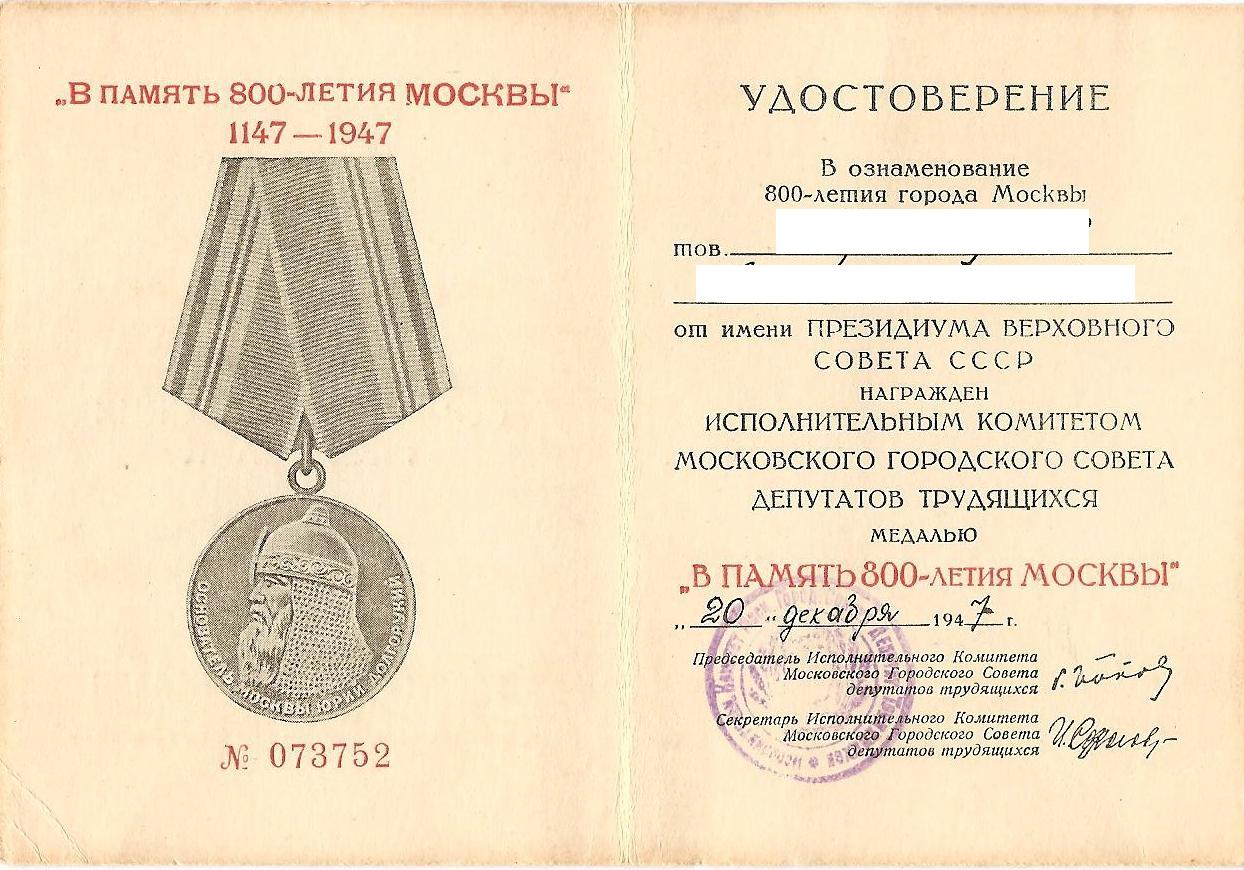
Osvědčení o udělení vyznamenání

Medaile byla udílena zaměstnancům průmyslových podniků, dopravy a komunálních služeb v Moskvě. Dále pak pracovníkům v oblasti vědy, techniky, umění, literatury, vzdělávání a zdravotní péče, zaměstnancům státních institucí, odborů, Komsomolu a dalších veřejných organizací, kteří se vyznamenali při rekonstrukci hlavního města či při rozvoji jeho průmyslu, městské dopravy, vědeckých či vzdělávacích institucí. Dále byla udílena vojákům a dělníkům i ženám v domácnosti, které se aktivně podílely na vylepšování života ve městě.
Medaile mohla být udělena významným občanům Moskvy či Moskevské oblasti, kteří zde žili po dobu nejméně pěti let. Nominace na vyznamenání prováděli vedoucí průmyslových podniků a vedoucí stranických a dalších organizací. Nepracující občané byli nominováni útvary odpovědnými za účast obyvatel na veřejných pracích. Ocenění předával výkonný výbor moskevské městské rady jménem prezidia Nejvyššího sovětu SSSR.
Informace o oceněných jsou k dispozici v hlavním archivu města Moskvy. Od roku 2014 je prostřednictvím portálu státních a obecních služeb poskytován archivní certifikát o předání medaile.
Medaile se nosí nalevo na hrudi. V přítomnosti dalších sovětských medailí se nosí za medailí 50. výročí sovětských milicí a před Pamětní medailí 250. výročí Leningradu. Pokud se nosí s vyznamenáními Ruské federace, pak mají ruská vyznamenání přednost.

## Popis medaile
Medaile kulatého tvaru o průměru 37 mm je vyrobena z mědi. Na přední straně je reliéfní výjev v podobě hlavy kyjevského knížete Jurije Dolgorukije. Ve spodní části je půlkruhový nápis Основатель Москвы Юрий Долгорукий. Na zadní straně je vyobrazen Moskevský Kreml. Pod ním je ve spodní části medaile štít se srpem a kladivem ohraničený dvěma transparenty, zbraněmi a vavřínovými ratolestmi. Nalevo od štítu je datum 1147, napravo pak 1947. V horní části je nápis В память 800-летия Москвы.
Medaile je připojena pomocí jednoduchého kroužku ke kovové destičce ve tvaru pětiúhelníku potažené hedvábnou stuhou z moaré. Stuha je zelená se čtyřmi bílými a třemi červenými proužky na pravé straně a s bílým proužkem lemujícím levý okraj.